# Janusz Nieznański
Janusz Nieznański (ur. 1957 w Gdańsku) – polski profesor elektryk specjalizujący się w automatyce, robotyce i elektrotechnice. Dziekan Wydziału Elektrotechniki i Automatyki Politechniki Gdańskiej, prorektor ds. umiędzynarodowienia i innowacji PG (2019–2024).

## Życiorys
W 1981 roku ukończył studia na Wydziale Elektrycznym Politechniki Gdańskiej Politechniki Gdańskiej, po czym został zatrudniony na macierzystym wydziale jako pracownik naukowo-dydaktyczny. W 1990 r. uzyskał stopień naukowy doktora, w 1999 r. – doktora habilitowanego, a w 2015 r. otrzymał tytuł naukowy profesora nauk technicznych.

## Dorobek naukowy
Zainteresowania naukowe prof. Nieznańskiego obejmują m.in. sterowanie, diagnostykę, modelowanie i symulację układów energoelektronicznych i napędowych, elektroniczne przetworniki pomiarowe, syntezatory częstotliwości, cyfrowe przetwarzanie sygnałów.
Autor lub współautor ponad 120 artykułów w czasopismach naukowych, takich jak IEEE Transactions on Industrial Electronics, IEEE Power Electronics Letters, IEEE Journal of Solid-State Circuits, IEE Proceedings, Electronics Letters, International Journal of Electronics i Electrical Engineering. Promotor 5 doktoratów.
Kierownik projektów o łącznej kwocie dofinansowania ponad 51 mln zł, w tym projektu strukturalnego LINTE^2 w Programie Operacyjnym Innowacyjna Gospodarka (2010–2015), 3 projektów w 5. i 6. Programie Ramowym Unii Europejskiej oraz 5 projektów krajowych (KBN, MNiSW). Pracował jako visiting professor w uczelniach francuskich (Institut National Polytechnique de Toulouse – 2001, École centrale de Lille – 2005 i 2006). Dwukrotnie (2006 i 2007) przebywał na misjach badawczo-rozwojowych w ośrodku B+R koncernu Alstom Transport SA w Semeac (Francja). Członek (Senior Member) i wolontariusz w Institute of Electrical and Electronics Engineers (IEEE).
Pełnił wiele funkcji organizacyjnych na wydziale i uczelni, m.in.: prodziekana ds. rozwoju (2002–2005), prodziekana ds. nauki (2005–2008), kierownika Katedry Energoelektroniki i Maszyn Elektrycznych (2008–2015) oraz kierownika Laboratorium LINTE^2. 1 lipca 2019 roku został mianowany Pełnomocnikiem rektora ds. internacjonalizacji i innowacji PG. Od października 2019 prorektor ds. umiędzynarodowienia i innowacji PG, zakończył pełnienie tej funkcji 31 sierpnia 2024.